# Byåsen Håndball Elite
El Byåsen Håndball Elite es un club de balonmano femenino de la localidad noruega de Trondheim. En la actualidad disputa la Liga de Noruega de balonmano femenino.

## Palmarés
- Liga de Noruega de balonmano femenino (4):
  - 1985, 1986, 1988, 1989
- Copa de Noruega (4):
  - 1988, 1989, 1991, 2007

## Plantilla 2019-20
|  | Porteras - 1 Annick Lipman - 19 Helle Kjellberg-Line Extremos derechos - 13 Maja Magnussen - 14 Astrid Mjøen Holstad Extremos izquierdos - 6 Sofie Lindstad Riseth - 7 Anna Huse - 17 Oda Uthus Pivots - 10 Caroline Aar Jakobsen - 25 Mathilde Caroline Holck | Laterales izquierdos - 11 Ida Alstad - 20 Karen Forseth - 23 Kristin Loraas Eiriksson Centrales - 9 Teodora Tomac - 21 Ane Bagøien Hjulstad - 33 Julie Bøe Jacobsen Laterales derechos - 4 Anna Bjørke Kallestad - 26 Marie Rokkones Hansen |